# Alexander Mols
Alexander Mols (Veghel, 13 augustus 1991) is een gestopte Nederlands voetballer. De aanvaller stond onder contract bij FC Den Bosch. Hij maakte zijn debuut op 4 augustus 2013 in een competitiewedstrijd tegen Willem II (2-2). Hij verving Istvan Bakx.
Februari 2015 scheurde hij zijn voorste kruisband van zijn rechterknie af, waardoor hij langere tijd uitgeschakeld was.